# Kanton Craon
Kanton Craon (fr. Canton de Craon) je francouzský kanton v departementu Mayenne v regionu Pays de la Loire. Tvoří ho 13 obcí.

## Obce kantonu
- Athée
- La Boissière
- Bouchamps-lès-Craon
- Chérancé
- Craon
- Denazé
- Livré
- Mée
- Niafles
- Pommerieux
- Saint-Martin-du-Limet
- Saint-Quentin-les-Anges
- La Selle-Craonnaise